# Мустафа Куїсі
Мустафа Куїсі (араб. مصطفى كويسي, нар. 16 квітня 1954, Амдукаль) — алжирський футболіст, що грав на позиції захисника.
Виступав за клуби «Белуїздад», «Олімпік» (Медеа) та «УСМ Алжир», а також національну збірну Алжиру.

## Клубна кар'єра
У дорослому футболі дебютував 1974 року виступами за команду «Белуїздад», в якій провів вісім сезонів, вигравши ща підсумками сезону 1977/78 Кубок Алжиру.
Протягом сезону 1982/83 років захищав кольори «Олімпіка» (Медеа).
1983 року перейшов до клубу «УСМ Алжир», за який відіграв 3 сезони. Завершив професійну кар'єру футболіста виступами за команду «УСМ Алжир» у 1986 році.

## Виступи за збірну
1976 року дебютував в офіційних матчах у складі національної збірної Алжиру. 
У складі збірної був учасником Кубка африканських націй 1980 року у Нігерії, де разом з командою здобув «срібло», чемпіонату світу 1982 року в Іспанії. Крім того 1980 року виступав у складі олімпійської збірної Алжиру на олімпійському футбольному турнірі в СРСР, де «лиси пустелі» змогли вийти з групи.
Всього протягом кар'єри у національній команді, яка тривала 9 років, провів у формі головної команди країни 49 матчів, забивши 3 голи.

## Титули і досягнення
- Володар Кубка Алжиру: 1977/78
- Переможець Всеафриканських ігор: 1978
- Срібний призер Кубка африканських націй: 1980